# Liste der Ramsar-Gebiete in Kroatien
Die Ramsar-Gebiete in Kroatien umfassen insgesamt fünf Feuchtgebiete mit einer Gesamtfläche von 93.590 ha, die unter der Ramsar-Konvention registriert sind (Stand April 2022). Das nach dem Ort des Vertragsschlusses, der iranischen Stadt Ramsar, benannte Abkommen ist eines der ältesten internationalen Vertragswerke zum Umweltschutz. In Kroatien trat die Ramsar-Konvention am  25. Juni 1991 in Kraft.
Zu den Ramsar-Gebieten Kroatiens zählen verschiedenste Typen von Feuchtgebieten wie Marschland, Feuchtwiesen, Moore, Sümpfe, Seen und Flüsse, Bäche und Fischteiche, Laub- und Auenwälder, Süß- und Brackwasserseen, Grundwassersysteme und Süßwasserquellen, Küstenlinien und Sandbänke, Wattflächen und Lagunen.
Im Folgenden sind alle Ramsar-Gebiete Kroatiens alphabetisch aufgelistet.
| Nr. | Name des Gebiets          | Bild            | Ramsar-Gebietsnr. | Ausweisungs- datum | Fläche (ha) | Höhe (m)   | Management- plan | Region                                                      | Lage                     |
| --- | ------------------------- | --------------- | ----------------- | ------------------ | ----------- | ---------- | ---------------- | ----------------------------------------------------------- | ------------------------ |
| 1   | Crna Mlaka Fishponds      | Bild gesucht BW | 582               | 2. Nov. 1992       | 756         | 110–115    | Ja               | Gespanschaft Zagreb                                         | 45,6125° N, 15,73278° O  |
| 2   | Lonjsko Polje Nature Park |                 | 584               | 2. Nov. 1992       | 51218       | 90–110     | Ja               | Gespanschaft Sisak-Moslavina und Gespanschaft Brod-Posavina | 45,36° N, 16,81694° O    |
| 3   | Nature Park Kopacki rit   |                 | 583               | 2. Nov. 1992       | 23126       | 76–88      | Ja               | Gespanschaft Osijek-Baranja                                 | 45,64556° N, 18,87444° O |
| 4   | Neretva River Delta       |                 | 585               | 2. Nov. 1992       | 12742       | 0–135      | Ja               | Gespanschaft Dubrovnik-Neretva                              | 43,02886° N, 17,53264° O |
| 5   | Vransko Lake              |                 | 2109              | 2. Feb. 2013       | 5748        | −3 bis 303 | Ja               | Gespanschaft Zadar und Gespanschaft Šibenik-Knin            | 43,89583° N, 15,58028° O |